# Limnocnida nepalensis
Limnocnida nepalensis är en nässeldjursart som beskrevs av Dumont 1976. Limnocnida nepalensis ingår i släktet Limnocnida och familjen Olindiasidae.
Artens utbredningsområde är Nepal. Inga underarter finns listade i Catalogue of Life.